# Kununurra
Kununurra är en stad i norra Western Australia, ca 37 km från gränsen till Northern Territory. Kununurra är huvudort i Wyndham-East Kimberley Shire i regionen Kimberley och har en befolkning på omkring 5300. Staden ligger vid sammanflödet av floderna Ord och Dunham. 72 km från staden ligger Australiens största konstgjorda sjö, Lake Argyle.
Staden grundades på 1950-talet i samband med ett bevattningsprojekt, och en rad farmer växte upp i omgivningen. Idag odlas främst melon och mango. Turism är också en viktig näring.